# Luk De Koninck
Luk De Koninck (Jette, 8 juli 1952) is een Vlaams acteur en zanger.
Zijn televisiecarrière begon in de jaren 70. In de zevendelige televisieserie Sil de Strandjutter (een coproductie van de NCRV en de toenmalige BRT) vertolkte hij de volwassen zoon Wietse Droeviger, een van de hoofdrollen. Deze serie werd uitgezonden in 1976. Gedurende 1979 speelde hij een hoofdrol in de tv-serie Maria Speermalie. In 1980 kreeg hij ook een rol in De Witte van Sichem.
Hij speelde 10 seizoenen de rol van hartspecialist Guy Maeterlinck in de VTM-soap Familie. Achteraf fungeerde hij ook als co-regisseur van dezelfde soap. Hij speelde ook de rol van Lukas in de VTM-serie Wittekerke en die van Mark van de Bakker in het eerste seizoen van Thuis, alwaar hij in 2015 opnieuw zijn opwachting maakte als psychopaat William Degreef. Deze keer voor 3 jaar. In 1997 speelde hij een seizoen mee in Vennebos waar hij de rol van Clement Lindekens overnam van Luc De Wit. 
Verder was hij ook nog de stem van Kapitein Haddock in De avonturen van Kuifje en in verschillende andere animatiefilms.
Hij speelde gastrollen in Merlina (1983,1984,1985 en 1987), Alfa Papa Tango (Dominic in 1991), Heterdaad (onderzoeksrechter van 1996 tot 1999), Flikken (chauffeur in 1999), Recht op Recht (Crisismanager Broothaers in 2001), Sedes & Belli (Laurent Dewitte in 2003), De Kampioenen (Juul in 2004 en uitgever in 2010), Rupel (Toon Van Havere in 2005), Kinderen van Dewindt (2005), Zone Stad (2005), Sara (2007), Aspe (2007 & 2010), Witse (2010), Goesting (2010), Code 37 (2011 & 2012), etc.
Hij was tevens enkele jaren actief als presentator van het zaterdagochtendprogramma "Was het nu 70 of 80" op Studio Brussel, en een veel gevraagde stem in radioreclamespots.

## Waterlanders
De Waterlanders was een popgroepje dat bestond uit Hilde Van Mieghem en Luk De Koninck. In 1982 en 1983 brachten ze twee singles uit. De eerste was "Iedereen doet wat ie moet", een cover van "Chacun fait ce qu'il lui plait" van Chagrin d'Amour uit 1981. De vertaling is van Raymond van het Groenewoud, de productie kwam van Jean Blaute. Het B-kantje heette "I see pea". De opvolger en zwanenzang was "Beter dan zomaar wat" met B-kant "Dansen op de Titanic". Beide songs waren ditmaal van de hand van Luk De Koninck zelf en producer Sylvain Vanholme.

## Filmografie (onvolledig)
1970 tot 1979
- Klaaglied om Agnes - Jan (1975)
- Lanceloet van Denemarken - Lanceloet (1976)
- Sil de strandjutter - Wietse Droeviger (1976)
- Wierook en tranen - Evarist (1977)
- De weddenschap (1978)
- Het Testament - Jan (1978)
- Place Sainte Cathérine (1979)

1980 tot 1989
- Mijn vriend de moordenaar (1980)
- De Witte van Sichem - De Ruige (1980)
- Toute une nuit (1982)
- Merlina - Geheim Agent 1 (1983,1984,1985) Bob Lebel (1987)
- Na de liefde - Van Grunderbeek (1983)
- Tony - Fred (1983)
- Klinkaart - Zwarte Jokke (1984)
- Cantate - Lukas Verbeeck
- Hard Labeur - Louis Oemans (1985)
- Vluchtafstand (1985)
- De dwaling - Georges Brouwers
- Mijnheer Halverwege - Robert Vrijman (1987)
- Tot nut van 't algemeen - Valgaeren (1988)

1990 tot 1999
- Tecx - Detective (1990)
- Commissaris Roos - (1991 en 1992)
- Alfa Papa Tango - Dominic (3 episodes, 1991)
- Het Glas van roem en dood (1992)
- Wittekerke - Lukas Eerdekens (1993–1997)
- De avonturen van Kuifje - Kapitein Haddock (1993-1995)
- Thuis - Mark Van Den Bakker (1996)
- Heterdaad - Onderzoeksrechter (1996-1999)
- Vennebos - Clement Lindekens (1997)
- Deman - Jacques Demeester Jr. (1 episode)
- Flikken - Chauffeur (1 episode, 1999)

vanaf 2000
- Recht op recht - Crisismanager Broothaers (1 episode, 2001)
- Sedes & Belli - Laurent Dewitte (1 episode, 2003)
- F. C. De Kampioenen - Jules (1 episode, 2004), Uitgever (1 episode, 2010)
- Onder ons gezegd en gezwegen - TV Episode - Toon Van Havere (2005)
- Dodenrit (2006) TV Episode - Laurent Defraye (2006)
- Witse - Laurent Defraye (1 episode, 2006)
- Smoorverliefd - Karel (2010)
- Thuis - William 'Henri' Degreef (2015-2016)

- MusicBrainz: a97df0f3-1968-4d29-836f-d8b4f9caff13